# Aerial ladder
Der Aerial ladder oder auch Aerial truck ist ein Einsatzfahrzeug der Feuerwehr in den Vereinigten Staaten. Die Aufgabe des aerial ladder wird bei den deutschen Feuerwehren durch die Drehleiter übernommen.

## Geschichte
Ein aerial ladder mit einer vom Fahrzeugmotor angetriebenen Drehleiter wurde von Pirsch 1931 erstmals vorgestellt. 1935 stellte die Firma Seagrave Fire Apparatus den ersten vollhydraulischen aerial ladder vor. Ebenfalls 1935 brachte Pirsch die erste 100 ft (ca. 30 Meter) Ganzmetalldrehleiter auf den Markt. Durch die Entwicklung der aerial ladders wurden die Hook-and-ladder trucks überflüssig.

## Bauarten

### Tractor-drawn Bauart
Die ersten aerial ladder wurden nach der tractor-drawn Bauart gefertigt. Das sind Fahrzeuge, die aus einer Zugmaschine und einem Auflieger bestehen. Für diese Bauweise entschied man sich, da der komplette Leiternsatz aus nur zwei Teilen bestand und daher die einzelnen Leiterteile sehr lang waren. Die Leiter wird wie bei der front-mounted Bauart nach hinten abgelegt. Ein Vorteil ist die gute Manövrierfähigkeit des Fahrzeuges. Dafür befindet sich am Heck des Aufliegers ein Lenkungsstand. Mit diesem Lenkungsstand kann die Achse des Aufliegers durch einen Steuermann, genannt Tillermann, unabhängig gesteuert werden. Diese Bauart ist die Wendigste der drei Bauarten und wird gerne in Großstädten mit ihren engen Straßen genutzt. Fahrer und Steuermann müssen sich gut auf einander abstimmen, um das Fahrzeug gut zusammen zu lenken. In der Regel werden heute Fahrzeuge mit einer 100 ft Leiter eingesetzt.

### Front-mounted Bauart
Ab etwa 1914 entstanden die ersten aerial ladder der front-mounted Bauart. Es handelt sich hierbei um ein zweiachsiges Chassis mit einer nach hinten abgelegten Leiter. Der Drehkranz der Leiter befindet sich dabei hinter der Fahrerkabine. Der Vorteil dieser Bauart ist, dass sie dadurch sehr flach gebaut werden kann. Heute werden hauptsächlich Fahrzeuge mit einer 100 ft Leiter eingesetzt.

### Rear-mounted Bauart
Die ersten aerial ladder der rear-mounted Bauart wurden erst 1963 in den Vereinigten Staaten entwickelt und 1967 die ersten Fahrzeuge ausgeliefert. Bei dieser Bauart wird der Leiterpark mit nach vorn über das Kabinendach abgelegt. Der Drehkranz der Leiter befindet sich am Heck, was der europäischen Bauweise der Drehleiter entspricht. Die Steighöhe dieser Bauart liegt in der Regel zwischen 75 und 135 ft, aber auch Fahrzeuge mit 150 ft (ca. 45 m) wurden schon hergestellt.

### Tower ladder
Bei einer tower ladder handelt es sich um eine Drehleiter mit Korb. Bei dieser Ausführung einer Drehleiter ist an der Leiterspitze ein Korb angebracht. Die erste tower ladder in den Vereinigten Staaten wurde von der Firma Sutphen Corporation 1963 hergestellt, drei Jahre früher als die ersten vergleichbaren Fahrzeuge von Magirus-Deutz in Deutschland. Das Fahrzeug basierte auf einer Drehleiter der front-mounted Bauart mit einem Korb an der Leiterspitze, mit einer Tragkraft für 4 Personen, einem Schlauchanschluss und einem Wasserwerfer. Die Firma Sutphen Corporation brachte ab 1966 tower ladders in der quint Bauart auf den Markt. In dieser Kombination konnte das Fahrzeug den ersten Angriff ohne weitere Unterstützung vornehmen.

## Ausrüstung
- Hakenleitern
- Schiebeleitern
- Klappleitern

## Quelle
- Jürgen Kiefer: Feuerwehrfahrzeuge in Amerika. Weltbild Verlag, 1993, ISBN 3-89350-529-6